# Flandern-Rundfahrt 1979
Die Flandern-Rundfahrt 1979 war die 63. Austragung der Flandern-Rundfahrt, eines eintägigen Radsport-Klassikers. Es wurde am 1. April 1979 über eine Distanz von 267 km ausgetragen.
Das Rennen wurde von Jan Raas vor Marc Demeyer und Daniel Willems gewonnen.

## Teilnehmende Mannschaften
| Profi-Radsportteams (15)- TI-Raleigh-McGregor - Flandria-Ça va seul - IJsboerke-Warncke Eis - Kas-Campagnolo - Marc Zeep Savon-Superia - Peugeot-Esso-Michelin - DAF Trucks-Aida - Miko-Mercier-Vivagel - Sanson-Luxor TV-Campagnolo - Gis Gelati - Safir-Geuze-Saint-Louis-Ludo - Splendor-Euro Soap - Lano-Boule d'Or - Mini-Flat–V.D.B.–Pirelli - Carlos-Galli-G.B.C. |
| |

## Ergebnis
|    | Fahrer            | Land        | Team                    | Zeit            |
| -- | ----------------- | ----------- | ----------------------- | --------------- |
| 1  | Jan Raas          | Niederlande | TI-Raleigh-McGregor     | 6 h 31 min 00 s |
| 2  | Marc Demeyer      | Belgien     | Flandria-Cava Seul      | + 1 min 04 s    |
| 3  | Daniel Willems    | Belgien     | IJsboerke-Warncke       | + 1 min 15 s    |
| 4  | Marc Renier       | Belgien     | Kas-Campagnolo          | m.t.            |
| 5  | Piet van Katwijk  | Niederlande | TI-Raleigh-McGregor     | m.t.            |
| 6  | Jos Schipper      | Niederlande | Marc Zeep Savon-Superia | m.t.            |
| 7  | Hennie Kuiper     | Niederlande | Peugeot-Esso-Michelin   | m.t.            |
| 8  | Walter Godefroot  | Belgien     | IJsboerke-Warncke       | m.t.            |
| 9  | Guido Van Calster | Belgien     | DAF Trucks              | + 1 min 20 s    |
| 10 | Joop Zoetemelk    | Niederlande | Miko-Mercier            | + 1 min 25 s    |